# Psora pacifica
Psora pacifica är en lavart som beskrevs av Timdal. Psora pacifica ingår i släktet Psora och familjen Psoraceae.   Inga underarter finns listade i Catalogue of Life.